# ورزشگاه بوگامبارا
ورزشگاه بوگامبارا (به لاتین: Bogambara Stadium) یک ورزشگاه در سری‌لانکا است که در کندی (سری‌لانکا) واقع شده‌است.